# Petko Hrisztov
Petko Roszenov Hrisztov (bolgár nyelven: Петко Христов) (Szófia, 1999. március 1. –) bolgár válogatott labdarúgó, a Spezia játékosa.

## Pályafutása

### Klub
A Levszki Szofija csapatában nevelkedett, majd a Szlavija Szofija ifjúsági együtteséhez csatlakozott. 2016. június 30-án bemutatkozott az Európa-ligában a lengyel Zagłębie Lubin ellen, a 90. percben váltotta Georgi Jomovot. Egy hónappal később a bajnokságban is bemutatkozhatott a CSZKA Szofija ellen. Szeptember 10-én megszerezte első gólját és gólpasszát a Lokomotiv Plovdiv ellen 5–2-re megnyert bajnokin. Október 1-jén debütált testvére a csapatban a Vereja ellen, így először szerepeltek felnőtt mérkőzésen egy csapatban. 2017. április 3-án aláírta első profi szerződését.
Július 17-én az ACF Fiorentina hivatalosan is bejelentette, hogy 5 évre aláírt a klubhoz. 2018. augusztus 16-án a harmadosztályú Ternana csapatába került kölcsönbe 2019. június 30-ig. December 4-én a Rimini ellen 3–0-ra megnyert bajnoki mérkőzésen megszerezte első gólját. 2019. augusztus 9-én egy szezonra került kölcsönbe a Bisceglie csapatához.
2020. szeptember 18-án a ismét kölcsönbe került egy idényre, ezúttal a Pro Vercelli klubjába.
2021. július 5-én a Serie A-ban szereplő Spezia Calcio csapatához igazolt 2025. június 30-ig szóló szerződést aláírva. Augusztusban a kupában és bajnokságban is bemutatkozott. 2023. január 26-án kölcsönadták a Venezia csapatának a 2022–23-as szezon hátralévő részére.

### Válogatott
Tagja volt a bolgár U17-es labdarúgó-válogatottnak, amely a 2015-ös U17-es labdarúgó-Európa-bajnokságon részt vett házigazdaként. 2017-ben az U19-es labdarúgó-Európa-bajnokságon is részt vett.
2021. március 31-én mutatkozott be ikertestvérével a felnőtt válogatottban az Észak-Írország elleni 2022-es labdarúgó-világbajnokság-selejtezőjéének mérkőzésén.

## Család
Ikertestvére, Andrea Hrisztov szintén labdarúgó és a Cosenza Calcio játékosa.

## Sikerei, díjai
- Az év bolgár ifjúsági labdarúgója: 2016[21]